# Linha Kalininskaia (metro de Moscovo)

Linha Kalininskaia

A linha Kalininskaia (em russo:  Калининская), por vezes referida como linha 8, é uma das linhas do metro de Moscovo, na Rússia.
Foi inaugurada em 30 de dezembro de 1979 (45 anos) e circula entre as estações de Tretiakovskaia e Novoguireevo. Tem ao todo 7 estações.